# Tetraodon hilgendorfii
Tetraodon hilgendorfii är en fiskart som beskrevs av Canna Maria Louise Popta 1905. Tetraodon hilgendorfii ingår i släktet Tetraodon och familjen blåsfiskar. Inga underarter finns listade i Catalogue of Life.